# اريك هيل (لاعب كرة قدم أمريكية)
اريك هيل (بالإنجليزية: Eric Hill)‏ هو لاعب كرة قدم أمريكية أمريكي، ولد في 14 نوفمبر 1966 في بليثفيل في الولايات المتحدة.

## وصلات خارجية
- اريك هيل على موقع مرجع كرة القدم المحترفة.كوم (الإنجليزية)